# Evőpálcika

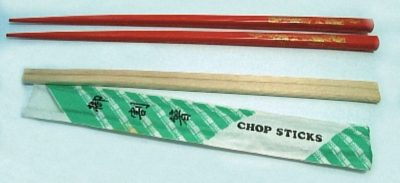
Fa és műanyag evőpálcika

Az evőpálcika egy pár egyforma hosszúságú vékony rúd, mely Kelet-Ázsiában (azon belül is főként Kínában, Japánban, Koreában és Vietnámban) a hagyományos evőeszköz a szilárd élelmiszer fogyasztására.

## Történelem
Az evőpálcika feltehetően az ókori Kínából származik, a Sang-dinasztia (i. e. 1600–1100) korából származó feljegyzések szerint ekkor már használták a kínai konyhában. A pálcika használata aztán az egész kelet-ázsiai térségben elterjedt, alapvetően azokon a területeken, ahol jelentősebb volt a kínai befolyás.

## Felépítése, fajtái
Az evőpálcika általában egyik végén vastagabb (ez van a kezünkben), a másik végén vékonyabb (ezzel fogjuk meg az ételt). Fontos, hogy két egyforma hosszúságú és kiképzésű pálcikát használjunk, hiszen csak így lehet könnyen felemelni vele az ételt. Ha a pálcika vastagsága végig egyforma, a megfogható végét valamilyen díszítés jelzi.

### Hossza
A pálcika változó hosszúságú lehet. Az egészen hosszú, akár 30–50 cm-es pálcikákat általában főzéshez használják, például az étel forgatására a wokban. Kínában főként közepes és hosszú pálcikákat (20–26 cm) használnak evőeszközként, Japánban a rövidebbeket (16–20 cm) részesítik előnyben, Koreában a közepes méretűek a legkedveltebbek.

### Hegye
Vékonyabb vége lehet enyhén csúcsos, vagy tompa. A tompa végű pálcikák szélesebb ponton érintkeznek egymással ezáltal könnyebb lehet az étel megragadása, vagy a rizs szájba „lapátolása”. A hegyesebb végű pálcikával könnyebb lehet a halak szálkázása, egyeseknek az étel megragadása is. A pálcikára azonban nem illik felszúrni az ételt (a hegyes végűre sem). Az eldobható, egyszer használatos pálcikák nagy része hegyesebb végű.

### Anyaga

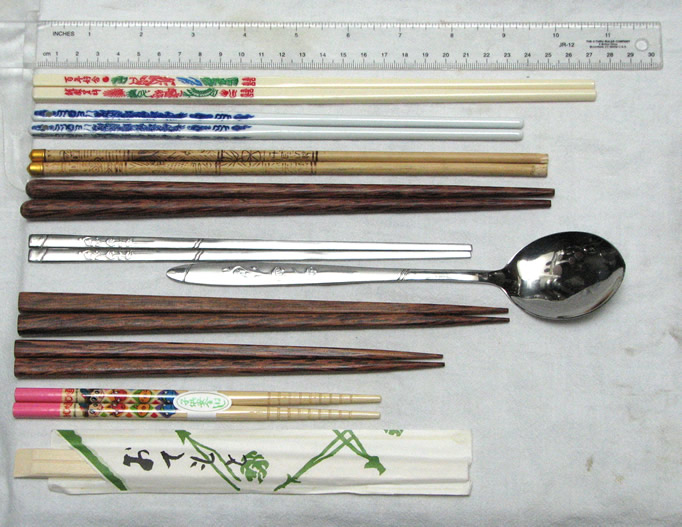
Különböző pálcikák (fentről le: műanyag pálcika Tajvanról, porcelán pálcika Kínából, bambusz pálcika Tibetből, pálmafa pálcika Indonéziából, fém pálcika Koreából, (egy fém kiskanál), japán házaspár két pálcikája, japán gyerekpálcika, és eldobható bambusz pálcika.
A méretek érzékeltetésére felül a vonalzó 30 cm hosszú.

A pálcika sokféle anyagból készülhet; ezeknek különböző előnyei és hátrányai vannak.
A fából vagy bambuszból készült evőpálcika olcsó és könnyen használható (jobban tapad), de sajnos könnyebben megtapadnak rajta a kórokozók is, így higiéniai szempontból nem a legjobb megoldás. Főleg a hosszabb ideje használt eszközök tisztítása lehet egyre problémásabb. Lehetnek lakkozottak, hogy ezzel is növeljék a vízállóságot. Az eldobható pálcikák Kínában leginkább bambuszból készülnek.
A műanyag evőpálcikák szintén viszonylag olcsók, viszont a csúszósabb felületük miatt kezelésük nehezebb. Tisztításuk egyszerűbb és higiénikusabb, mint a fa vagy bambusz változatoké. Főzéshez nem használhatók, mivel a nagy hőtől megolvadnak és mérgező anyagokat bocsátanak ki.
A fémből készült pálcikák leginkább Koreában használatosak. A műanyaghoz hasonlóan ezek is csúszósak, de nem olvadnak meg főzés közben és káros anyagot sem bocsátanak ki (wok-ban való főzéshez általában nem használják, mivel felsértheti a felületét). A fém pálcikák drágábbak.
Egészen kivételes, a hétköznapi életben szinte soha nem használt anyagok még a porcelán, ezüst, arany, elefántcsont és egyéb csontok. Az ilyen pálcikák előállítása igen drága, egyéb tulajdonságaik általában a fém pálcikáéhoz hasonlók.

## Használata

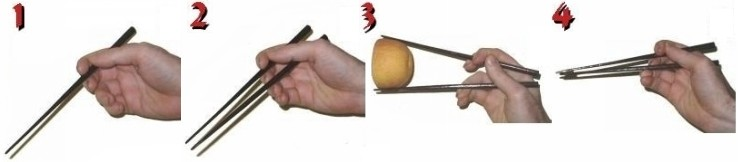

1. Az egyik pálcikát a tenyér és a hüvelykujj találkozásához helyezik, kicsit megszorítják és megtámasztják a gyűrűsujjal. A használónak meg kell győződnie róla, hogy a pálcika stabilan áll ebben a helyzetben, a kéz mozgatására nem mozdul el és nem csúszik ki.
2. A másik pálcikát a hüvelykujj, a mutatóujj és a középső ujj közé veszik, nagyjából mintha írni akarnának vele. A két pálcika hegyének egy vonalban kell lennie.
3. A felső pálcika fel-le mozgatásával akár nagyobb darab ételt is össze lehet fogni.
4. Kellő gyakorlattal a pálcikát fogóként is lehet használni.

A pálcika akkor kezelhető a legkönnyebben, ha a vastagabb vége felől kb. egyharmad, egynegyed távolságnál fogják meg, mivel így a pálcika végei igen hegyes szöget zárnak be. Ha a pálcikák hegye nincs egy vonalban, lefelé kell fordítani őket (merőlegesen a tányérra), majd lassan közelíteni a tányér felé, lazább fogással. Lassan közelítve az a pálcika, melynek hegye előrébb nyúlik, lassan visszacsúszik, amíg a két pálcika egy vonalba kerül.

## Etikett
A pálcika használatával kapcsolatban nagyon sok illemszabály létezik.

### Általános szabályok

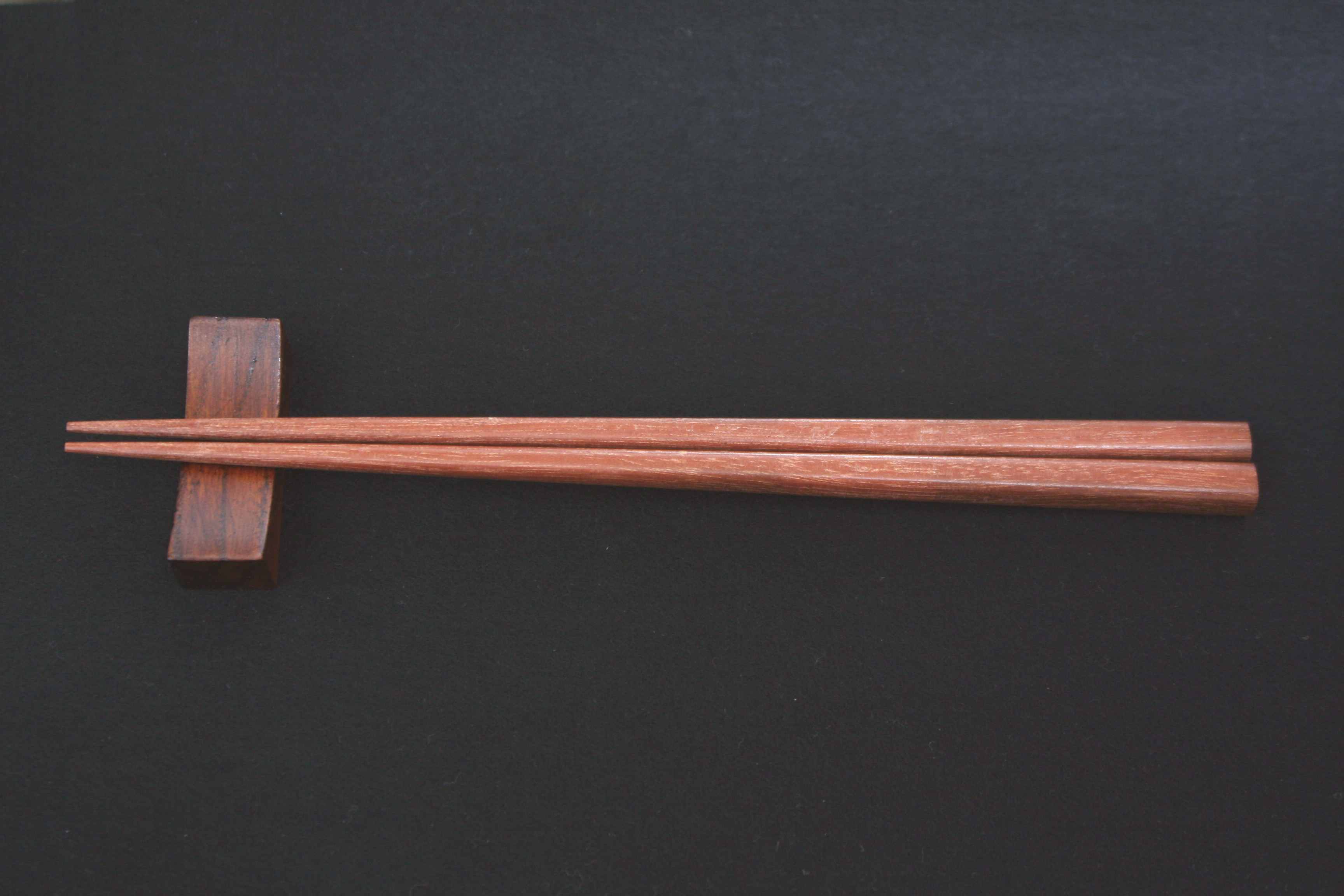
Pálcika a pálcikatartón

- A pálcikát nem használják zajkeltésre, figyelemfelkeltésre és gesztikulációra.[2]
- Illetlenség játszani a pálcikával.
- A pálcikával nem mozgathatnak más tárgyakat.
- Nem illik a pálcikára szúrni az ételt.
- A pálcikákat használaton kívül vízszintesen, egymással párhuzamosan illik letenni, a tányérra, vagy a pálcikatartóra. A pálcikatartó lehetővé teszi a pálcika vízszintes elhelyezését az asztalon úgy, hogy a hegye nem érinti az asztalt.
- A pálcikát használaton kívül nem szabad a rizsbe vagy a tésztába szúrni úgy, hogy a vége felfelé áll, mert bármilyen felfelé álló, vékony hosszúkás tárgy a füstölőkre emlékeztet, melyeket temetések alkalmával gyújtanak.

### Kínai szabályok
- A kínai kultúrában elfogadott, hogy a rizses csészét a száj elé emelve a rizst gyakorlatilag a pálcika segítségével lapátolják a szájba. Ilyenkor nem a rizsszemeket próbálják meg összefogni (mint egy fogóval), hanem a pálcika végeit egymás mellett lehetőleg szinte párhuzamosan helyezve úgy használják, mint egy lapátot. Kínában a rizst kevesebb vízzel főzik és így ragadósabb lesz, ami megkönnyíti a pálcikával való fogyasztását.
- Ételt át lehet adni közeli hozzátartozóknak a pálcikával; kifejezetten illik az idősebbeknek, gyerekeknek a jobb falatokat így odaadni. Néha a hölgyek a legjobb falatokat a párjuk tányérjába teszik a közös tányérból a saját pálcikájukkal.